# Lista de aditivos alimentares
Aditivo Alimentar é qualquer ingrediente adicionado intencionalmente aos alimentos, sem propósito de nutrir, com o objetivo de modificar as características físicas, químicas, biológicas ou sensoriais, durante a fabricação, processamento, preparação, tratamento, embalagem, acondicionamento, armazenagem, transporte ou manipulação de um alimento.
O Número E são codigos de substâncias utilizadas como aditivos alimentares regulados pela União Europeia. Estão listados a seguir:

## Corantes
- E100 Curcumina
- E101 Riboflavina (OGM?)
- E101a Riboflavina-5'-fosfato (OGM?)
- E102 Tartrazina (PRA)
- E103 Alkannin, vermelho-castanho
- E104 Amarelo quinoleína (PRA)
- E110 Amarelo sol FCF (PRA)
- E120 Cochonilha, Ácido carmínico e carminas (PRA) (OA)
- E122 Carmosina, Azorubina (PRA)
- E123 Amaranto (PRA)
- E124 Ponceau 4R, Vermelho cochonilha A (PRA)
- E125 Escalarte GN, Vermelho1, Vermelho4
- E127 Eritrosina (PRA)
- E128 Vermelho 2G (PRA)
- E129 Vermelho AC (PRA)
- E131 Azul patenteado V  (PRA)
- E132 Indigotina (PRA)
- E133 Azul brilhante FCF (PRA)
- E140 Clorofilas e clorofilinas
- E141 Complexos cúpricos de clorofila
- E142 Verde S (PRA)
- E150a Caramelo
- E150b Caramelo sulfítico cáustico (OGM?)
- E150c Caramelo de amónia  (OGM?)
- E150d Caramelo sulfítico de amónia (OGM?)
- E151 Negro PN, Negro brilhante  (PRA)
- E153 Carvão vegetal  (OGM?) (OA ?)
- E154 Castanho FK (PRA)
- E155 Castanho HT (PRA)
- E160a α-Caroteno, β-caroteno, γ-caroteno
- E160b Anato, bixina, norbixina (PRA)
- E160c Extracto de pimentão, capsantina e capsorubina
- E160d Licopeno (OGM?)
- E160e β-apo-8'-carotenal (C 30)
- E160f Éster etílico de ácido β-apo-8'-caroténico (C 30)
- E161b Luteína
- E161g Cantaxantina (OA?)
- E162 Vermelho de beterraba
- E163 Antocianina
- E170 Carbonato de cálcio, calcário
- E171 Dióxido de titânio
- E172 Óxidos e hidróxidos de ferro
- E173 Alumínio
- E174 Prata
- E175 Ouro
- E180 Litolrubina BK

## Conservantes
- E200 Ácido sórbico
- E202 Sorbato de potássio
- E203 Sorbato de cálcio
- E210 Ácido benzóico (PRA)
- E211 Benzoato de sódio (PRA)
- E212 Benzoato de potássio (PRA)
- E213 Benzoato de cálcio  (PRA)
- E214 p-hidroxibenzoato de etilo  (PRA)
- E215 Sal de sódio de p-hidroxibenzoato de etilo (PRA)
- E216 p-hidroxibenzoato de propilo  (PRA)
- E217 Sal de sódio de p-hidroxibenzoato de propilo  (PRA)
- E218 p-hidroxibenzoato de metilo  (PRA)
- E219 Sal de sódio de p-hidroxibenzoato de metilo (PRA)
- E220 Dióxido de enxofre (PRA)
- E221 Sulfito de sódio (PRA)
- E222 Bissulfito de sódio  (PRA)
- E223 Metabissulfito de sódio  (PRA)
- E224 Metabissulfito de potássio  (PRA)
- E225 Sulfito de potássio
- E226 Sulfito de cálcio (PRA)
- E227 Bissulfito de cálcio (PRA)
- E228 Bissulfito de potássio (PRA)
- E230 Bifenilo, difenilo
- E231 Ortofenilfenol
- E232 Ortofenilfenato de sódio
- E234 Nisina
- E235 Natamicina, Pimaracina
- E239 Hexametilenotetramina
- E241 Tetraborato de sódio
- E242 Dicarbonato dimetílico
- E249 Nitrito de potássio
- E250 Nitrito de sódio
- E251 Nitrato de sódio
- E252 Nitrato de potássio (OA?)
- E260 Ácido acético
- E261 Acetato de potássio
- E262 Acetato de sódio
- E263 Acetato de cálcio
- E280 Ácido propiónico
- E281 Propionato de sódio
- E282 Propionato de cálcio (PRA)
- E283 Propionato de potássio
- E284 Ácido bórico
- E285 Tetraborato de sódio ou Borax
- E296 Ácido málico
- E1105 Lisozima

## Antioxidantes
- E300 Ácido ascórbico (Vitamina C)
- E301 Ascorbato de sódio
- E302 Ascorbato de cálcio
- E304 Ésteres de ácidos gordos do ácido ascórbico  a) palmitato de ascorbilo e b) estearato de ascorbilo
- E306 Extractos naturais ricos em tocoferóis (OGM?)
- E307 α-tocoferol (sintético) (OGM?)
- E308 γ-tocoferol (sintético) (OGM?)
- E309 δ-tocoferol (sintético) (OGM?)
- E310 Galato de propilo (PRA)
- E311 Galato de octilo  (PRA)
- E312 Galato de dodecilo  (PRA)
- E315 Ácido eritórbico
- E316 Eritorbato de sódio
- E320 Butil-hidroxianisolo ou  (BHA)
- E321 Butil-hidroxitolueno ou (BHT) (PRA)
- E322 Lecitinas (emulsionante)
- E325 Lactato de sódio
- E326 Lactato de potássio
- E327 Lactato de cálcio
- E330 Ácido cítrico
- E331 Citratos de sódio
- E332 Citratos de potássio
- E333 Citratos de cálcio
- E334 Ácido tartárico

## Emulsionantes, estabilizadores, espessantes e gelificantes
- E400 Ácido algínico (espessante, emulsionante, estabilizador, gelificante)
- E401 Alginato de sódio (espessante, emulsionante, estabilizador, gelificante)
- E402 Alginato de potássio (espessante, emulsionante, estabilizador, gelificante)
- E403 Alginato de amónio (espessante, emulsionante, estabilizador)
- E404 Alginato de cálcio (espessante, emulsionante, estabilizador, gelificante)
- E405 Alginato de propilenoglicol) (espessante, emulsionante, estabilizador)
- E406 Ágar-ágar (espessante, estabilizador, gelificante)
- E407 Carragenina (espessante, emulsionante, estabilizador, gelificante) (PRA)
- E407a Algas Eucheuma transformadas (espessante, emulsionante, estabilizador, gelificante)
- E410 Farinha de semente de alfarroba (espessante, emulsionante, estabilizador, gelificante)
- E412 Goma de guar (espessante, estabilizador)
- E413 Goma adragante ou tragacanto(espessante) (estabilizador, emulsionante) (PRA)
- E414 Goma arábica (espessante) (estabilizador, emulsionante) (PRA)
- E415 Goma xantana (espessante) (estabilizador) (OGM?)
- E416 Goma karaya (espessante) (estabilizador, emulsionante) (PRA)
- E417 Goma de tara (espessante) (estabilizador)
- E418 Goma gelana (espessante) (estabilizador, emulsionante)
- E422 Glicerol
- E432 Polissorbato 20 (emulsionante) (OA?)
- E433 Polissorbato 80 (emulsionante) (OA?)
- E434 Polissorbato 40 (emulsionante) (OA?)
- E435 Polissorbato 60 (emulsionante) (OA?)
- E436 Polissorbato 65 (emulsionante) (OA?)
- E440 Pectina e pectina amidada (emulsionante)
- E442 Fosfatidato de amónio
- E444 Ésteres acético e isobutírico da sacarose (emulsionante)
- E445 Ésteres de glicerol da colofónia (emulsionante)
- E450 Difosfatos: (i) Difosfato dissódico (ii) Difosfato trissódico (iii) Difosfato tetrassódico (iv) Difosfato dipotássico (v) Difosfato tetrapotássico (vi) Difosfato dicálcico (vii) Hidrogenodifosfato de cálcio (emulsionante)
- E451 Trifosfatos: (i) Trifosfato pentassódico (ii) Trifosfato pentapotássico (emulsionante)
- E452 Polifosfatos: (i) Polifosfatos de sódio (ii) Polifosfatos de potássio (iii) Polifosfatos de sódio e cálcio (iv) Polifosfatos de cálcio (emulsionante)
- E460 Celulose (i) Celulose microcristallina (ii) celulose em pó (emulsionante)
- E461 Metilcelulose (emulsionante)
- E463 Hidroxipropilcelulose (emulsionante)
- E464 Hidroxipropil-metilcelulose (emulsionante)
- E465 Etilmetilcelulose (emulsionante)
- E466 Carboximetilcelulose, carboximetilcelulose sódica (emulsionante)
- E468 Carboximetilcelulose sódica reticulada (emulsionante)
- E469 Carboximetilcelulose hidrolisada enzimaticamente (emulsionante)
- E470a Sais de cálcio, potássio e sódio de ácidos gordos (emulsionante, anti-aglomerante) (OA?)
- E470b Sais de magnésio de ácidos gordos (emulsionante, anti-aglomerante) (OA?)
- E471 Mono e diglicéridos de ácidos gordos (emulsionante) (OGM?) (OA?)
- E472a Ésteres acéticos de mono e diglicéridos de ácidos gordos (emulsionante) (OGM?) (OA?)
- E472b Ésteres lácticos de mono e diglicéridos de ácidos gordos (emulsionante) (OA?)
- E472c Ésteres cítricos de mono e diglicéridos de ácidos gordos (emulsionante) (OA?)
- E472d Ésteres tartáricos de mono e diglicéridos de ácidos gordos (emulsionante) (OA?)
- E472e Ésteres monoacetiltartáricos e diacetiltartáricos de mono e diglicéridos de ácidos gordos (emulsionante) (OA?)
- E472f Ésteres mistos acéticos e tartáricos de mono e diglicéridos de ácidos gordos (emulsionante) (OA?)
- E473 Ésteres de sacarose de ácidos gordos (emulsionante) (OGM?) (OA?)
- E474 Sacaridoglicéridos (emulsionante) (OA?)
- E475 Ésteres de poliglicerol de ácidos gordos (emulsionante) (OGM?) (OA?)
- E476 Polirricinoleato de poliglicerol (emulsionante) (OGM?) (OA?)
- E477 Ésteres de propilenoglicol de ácidos gordos (emulsionante) (OGM?) (OA?)
- E481 Estearilo-2-lactilato de sódio (emulsionante) (OA?)
- E482 Estearilo-2-lactilato de cálcio (emulsionante) (OA?)
- E483 Tartarato de estearilo (emulsionante) (OA?)
- E491 Monoestearato de sorbitano (emulsionante) (OGM?) (OA?)
- E492 Triestearato de sorbitano (emulsionante) (OA?)
- E493 Monolaurato de sorbitano (emulsionante) (OA?)
- E494 Mono-oleato de sorbitano (emulsionante) (OA?)
- E495 Monopalmitato de sorbitano (emulsionante) (OA?)
- E620 glutamatos
- E640 glutamato
- E1103 Invertase

## Edulcorantes
- E420 Sorbitol
- E421 Manitol
- E950 Acesulfame-K
- E951 Aspartame
- E952 Ácido ciclâmico e seus sais de sódio e cálcio
- E953 Isomalte
- E954 Sacarina e seus sais de sódio, potássio e cálcio
- E957 Taumatina
- E959 Neo-hesperidina di-hidrochalcona
- E 962 Sal de aspartame-acessulfame
- E965 Maltitol
- E966 Lactitol (OA)
- E967 Xilitol
- E999 Extracto de quilaia